# Mahsati

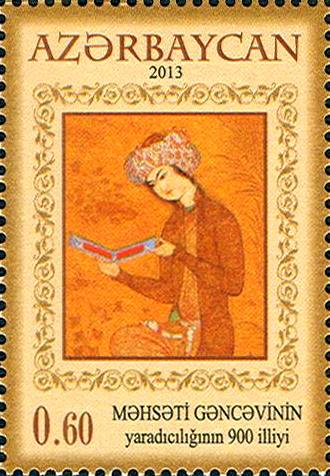
Aserbaidschanische Briefmarke zum fiktiven 900. Geburtstag Mahsatis. In Aserbaidschan wird sie Məhsəti Gəncəvi genannt.

Mahsati (persisch مهستى, DMG Mahsatī, ‚Mond-Dame‘) war eine persische Dichterin, die zwischen Anfang des 11. und Mitte des 12. Jahrhunderts lebte.

## Leben
Über Leben und Wirken Mahsatis ist wenig bekannt. Frühe Quellen ordnen ihr Wirken den Höfen Mahmuds von Ghazna (971–1030), des Seldschuken Ahmad Sandschar in Balch (1084–1157) oder eines legendären Königs von Gandscha zu. In seinem Standardwerk Die schöne Mahsatī stellt Fritz Meier eine mögliche Lebenszeit zwischen den Jahren 1000 und spätestens 1150 fest.

## Werk
Mahsatis Werk besteht fast ausschließlich aus Rubāʿīs, deren Zuordnung jedoch allesamt umstritten sind, da eine Originalhandschrift fehlt. Es sind in der Regel Liebesgedichte, in denen die Unerreichbarkeit des Geliebten, mangelnde Gegenliebe und die dadurch entstehende Grausamkeit beschrieben werden. Mystische Themen, wie sie typisch für die persische Poesie sind, fehlen dagegen weitgehend.

## Romantische Verklärung
Mahsati wurde schon früh Heldin romantischer Erzählungen, deren frühestes Beispiel man in Fariduddin Attars Ilāhī-nāme findet. Der Volksroman Dāstān-e Amīr Aḥmad-o Mahsatī schildert, aufbauend auf Vierzeilern Mahsatis, die Liebesgeschichte zwischen Dichterin und Dichter.